# Schiffarth (Engelskirchen)
Schiffarth ist ein Ort in der Gemeinde Engelskirchen im Oberbergischen Kreis in Nordrhein-Westfalen in Deutschland.

## Lage und Beschreibung
Der Ort liegt im Südwesten von Engelskirchen im Tal der Agger. Nachbarorte sind Dumpe, Perdt und Broich.

## Geschichte
1413 wurde der Ort unter der Bezeichnung „Schyffvort“ erstmals in einer Kämmereirechnung für den Fronhof Lindlar urkundlich genannt. In der Karte Topographische Aufnahme der Rheinlande von 1825 ist der Ort auf umgrenztem Hofraum mit „Schiffarth“ bezeichnet.
Die Ortsbezeichnung geht zurück auf die Zeit vor dem Bau der ersten Brücke über die Agger in Loope. Da sich an dieser Stelle ein flaches Teilstück der Agger befindet, wurde diese Furt zur Querung des Flusses genutzt.